# Wapen van Barsingerhorn
Het wapen van de voormalige Nederlandse gemeente Barsingerhorn is in de geschiedenis eenmaal officieel aangepast. Het wapen dat als eerste gebruikt is, is nooit officieel aangevraagd, waardoor de gemeente in 1941 het eerste, door de Hoge Raad van Adel officieel toegekende wapen kreeg.

## Geschiedenis
Het eerste wapen dat door de gemeente gebruikt werd, was niet een door de Hoge Raad van Adel toegekend wapen. Daardoor was het niet een officieel gemeentewapen. Het wapen zou als volgt beschreven kunnen worden:
In keel een verkort Bourgondisch kruis van zilver, tussen de armen 4 blokjes, elk gedekt met een kroon, alles van zilver.
Het wapen was rood van kleur met daarop een zilveren Bourgondisch kruis, tussen de armen van het kruis vier zilveren blokjes, met boven de vier blokjes zilveren kronen.
Dit wapen werd later ook opgenomen in het tweede erkende gemeentewapen van Barsingerhorn. In dat wapen is het in de linkerbovenhoek (voor de kijker de rechterbovenhoek) geplaatst.
Het eerste wapen dat aan de gemeente toegekend werd, is deels afkomstig van het wapen van Beieren en van het wapen van Hodenpijl. Dit omdat de heer van Schagen (Willem van Beieren, een bastaardzoon van Albrecht van Beieren) en zijn vrouw (Johanna van Hodenpijl) ook heer en vrouwe van Barsingerhorn waren. Barsingerhorn hoorde bij de heerlijkheid Schagen.
Het tweede wapen van Barsingerhorn bestond uit het wapen van Beieren, het officieuze wapen en de zwaan uit het wapen van Wieringerwaard. Het wapen met het Bourgondisch kruis komt terug omdat Margaretha van Bourgondië Barsingerhorn in 1415 stadsrechten heeft gegeven.
In 1990 werd de gemeente opgeheven en ging deze op in onder andere de gemeente Anna Paulowna en Niedorp. Hiermee kwam het wapen van Barsingerhorn te vervallen. In het tweede wapen van Niedorp zijn de ruiten uit het wapen van Barsingerhorn opgenomen.

## Blazoenen
De twee officiële wapens hadden de volgende beschrijvingen.

### Wapen uit 1941
Op 14 maart 1941 kreeg de gemeente het eerste erkende wapen met de volgende omschrijving toegekend:
Gedeeld: I in goud 3 schuinbalken van keel, II schuinslinks spitsgeruit van zilver en azuur, en een gedeeld linkerkwartier; 1 in goud een omgewende leeuw van sabel, getongd en genageld van keel, en 2 in goud een leeuw van keel, getongd en genageld van azuur. Het schild gedekt met een gouden kroon van 3 bladeren en 2 paarlen.
Het tweede wapen had, voor de kijker, aan de linkerzijde een gouden achtergrond met daarop drie rode schuin geplaatste balken. Aan de andere zijde van het schild een ruitpatroon dat eveneens schuin is geplaatst. Het is een zilver met blauw afgewisseld patroon. In de, voor de kijker, rechterbovenhoek een kwartier. Dit kwartier is gedeeld met rechts (voor de kijker links) een zwarte leeuw met rode tong en nagels en links (voor de kijker rechts) een rode leeuw met blauwe tong en nagels. Het schild is gekroond door een gouden gravenkroon bestaande uit drie bladeren (zogenaamde fleurons) met daartussen twee parels.

### Wapen uit 1971
De gemeente kreeg op 4 februari 1971 een nieuw wapen toegekend met de volgende omschrijving:
Gedeeld: I schuinsrechts spitsgeruit van zilver en azuur, II doorsneden: a in keel een knoestig verkort schuinkruis van goud, tussen de armen vergezeld van 4 vuurslagen van zilver, gericht naar het midden, b in sabel en zwaan van zilver, gebekt en gepoot van keel, met 2 gouden kroontjes om de hals. Het schild gedekt met een gouden kroon van 3 bladeren en 2 parels.
Wederom is het wapen verticaal gedeeld, ditmaal is aan de rechterzijde (voor de kijker links) het blauwwitte ruitpatroon geplaatst. Aan de linkerzijde (voor de kijker rechts) is het veld horizontaal gedeeld. Het bovenste kwartier is het eerste wapen van de gemeente, met dien verschille dat het kruis nu goud van kleur is. De blokjes en kronen zijn vervangen door vier vuurslagen naar het kruis gericht. Het onderste deel aan de linkerzijde van het schild is zwart van kleur met daarop een zwaan. De zwaan is zilverkleurig met rode poten en snavel. Om de hals twee gouden kronen. Het schild is gedekt door een gouden kroon van drie fleurons met daartussen twee parels.

## Vergelijkbare wapens

Het wapen van Dijkcollegie van Schager Kogge
Het tweede wapen van Niedorp, met daarin de ruiten uit het wapen van Barsingerhorn

Abbekerk
· Akersloot
· Andijk
· Ankeveen
· Anna Paulowna
· Assendelft
· Avenhorn
· Barsingerhorn
· Beemster
· Beets
· Bennebroek
· Berkenrode
· Berkhout
· Bijlmermeer
· Blokker
· Bovenkarspel
· Broek in Waterland
· Broek op Langedijk
· Buiksloot
· Bussum
· Callantsoog
· De Rijp
· Egmond
· Egmond aan Zee
· Egmond-Binnen
· Graft
·  Graft-De Rijp
· 's-Graveland
· Groet
· Grootebroek
· Grosthuizen
· Haarlemmerliede
· Haarlemmerliede en Spaarnwoude
· Harenkarspel
· Heerhugowaard
· Hensbroek
· Hoogkarspel
· Hoogwoud
· Ilpendam
· Jisp
· Kalslagen
· Katwoude
· Koedijk
· Koog aan de Zaan
· Kortenhoef
· Krommenie
· Kwadijk
· Langedijk
· Leimuiden
· Limmen
· Marken
· Middelie
· Midwoud
· Monnickendam
· Muiden
· Naarden
· Nederhorst den Berg
· Nibbixwoud
· Niedorp
· Nieuwe Niedorp
· Nieuwendam
· Nieuwer-Amstel
· Noord-Scharwoude
· Noorder-Koggenland
· Obdam
· Oosthuizen
· Opperdoes
· Oterleek
· Oude Niedorp
· Oudendijk
· Oudkarspel
· Oudorp
· Petten
· Ransdorp
· Schardam
· Scharwoude
· Schellingwoude
· Schellinkhout
· Schermer
· Schermerhorn
· Schoorl
· Schoten
· Sijbekarspel
· Sint Maarten
· Sint Pancras
· Sloten
· Spaarndam
· Spaarnwoude
· Spanbroek
· Twisk
· Urk
· Ursem
· Veenhuizen
· Venhuizen
· Warder
· Warmenhuizen
· Waverveen
· Weesp
· Weesperkarspel
· Wervershoof
· Wester-Koggenland
· Westwoud
· Westzaan
· Wieringen
· Wieringermeer
· Wieringerwaard
· Wijdenes
. Wijdewormer
. Wijk aan Zee en Duin
· Wimmenum
· Winkel
· Wognum
· Wormer
· Wormerveer
· Zaandam
· Zaandijk
· Zeevang
· Zijpe
· Zuid-Scharwoude
· Zuid- en Noord-Schermer
· Zwaag

Dorpswapens:
Hauwert
· Volendam
· Zwaagdijk-West